# Field Songs
Field Songs è il quinto album solista di Mark Lanegan, pubblicato nel 2001 dalla Beggars Banquet.

## Tracce
1. One Way Street
2. No Easy Action
3. Miracle
4. Pill Hill Serenade
5. Don't Forget Me
6. Kimiko's Dream House
7. Resurrection Song
8. Field Song
9. Low
10. Blues For D
11. She Done Too Much
12. Fix